# Дания на зимних Олимпийских играх 2006
Дания принимала участие в Зимних Олимпийских играх 2006 года в Турине (Италия) в одиннадцатый раз за свою историю, но не завоевала ни одной медали. Сборную страны представляли 5 женщины.

## Кёрлинг
Основываясь на выступлениях на Чемпионатах мира по кёрлингу среди женщин 2003, 2004 и 2005 Дания квалифицировала женскую команду как одну из девяти самых рейтинговых.
- Женский турнир — 1 команда из 5 спортсменов

Женщины
Состав команды
| Четвёртый          | Третий      | Второй       | Ведущий       | Запасной       |
| ------------------ | ----------- | ------------ | ------------- | -------------- |
| Дорте Хольм (скип) | Дениз Дюпон | Лене Нильсен | Малене Краусе | Мария Поульсен |